# سرود ملی ونزوئلا
شکوهمند بادا مردم دلاور (به اسپانیایی: Gloria al Bravo Pueblo) سرود ملی کشور ونزوئلا است. آنتونیو گوزمان بلانکو، رئیس‌جمهور وقت ونزوئلا در ۲۵ مه ۱۸۸۵ این سرود را به عنوان سرود ملی رسمیت بخشید.
متن سرود در سال ۱۳۸۱۰ توسط پزشک و روزنامه‌نگار، ویسنته سالیاس نوشته شد. آهنگ آن بعداً توسط خوآن خوزه لاندائتا ساخته شد.
البته گفته می‌شود که آهنگ این سرود از سال ۱۸۴۰ با عنوان مارسییز ونزوئلایی شناخته شده بوده‌است و همانندی‌های کوچکی که این سرود با سرود مارسییز، سرود ملی فرانسه دارد را از دلایل آن برمی‌شمارند.

## متن
| متن اسپانیایی Gloria al bravo pueblo que el yugo lanzó, la ley respetando la virtud y honor. (2x) I. Abajo cadenas! abajo cadenas! gritaba el señor gritaba el señor; y el pobre en su choza libertad pidió. A este santo nombre tembló de pavor el vil egoismo que otra vez triunfó. A este santo nombre a este santo nombre temblo de pavor el vil egoismo que otra vez triunfó el vil egoismo que otra vez triunfó. (Refrain) II. Gritemos con brio gritemos con brio Muera la opresión! Compatriotas fieles la fuerza es la unión y desde el Empíreo el supremo autor un sublime aliento al pueblo infundió y desde el Empíreo el supremo autor un sublime aliento al pueblo infundió un sublime aliento al pueblo infundió. (Refrain) III. Unida con lazos, unida con lazos, que el cielo formó, la América toda existe en Nación; y si el despotismo levanta la voz seguid el ejemplo que Caracas dio y si el despotismo levanta la voz seguid el ejemplo que Caracas dio seguid el ejemplo que Caracas dio. (Refrain) |  | برگردان فارسی شکوهمند بادا مردمی دلاور که یوغ را از گردن نهادند قانونمدارانی نیکو و بزرگوار (دو بار) یک گسسته باد زنجیرها فریاد زد خداوند، و تهیدست در بیغوله آزادی را خواهش کرد با بردن این نام مقدس از هراس بر خود لرزید خودکامگی فرومایه که روزی چیره‌گر بود با بردن این نام مقدس از هراس بر خود لرزید خودکامگی فرومایه که روزی چیره‌گر بود خودکامگی فرومایه که روزی چیره‌گر بود (ترجیع‌بند) دو بیا تا فریاد زنیم بیا تا فریاد زنیم: نابود باد ظلم و ستم هم‌میهنان وفادار، نیرومندی در یکپارچگی است؛ و از آسمان‌ها آفریدگار اعلی روحی والا در ملت دمید و از آسمان‌ها آفریدگار اعلی روحی والا در ملت دمید روحی والا هم‌میهنان وفادار. (ترجیع‌بند) سه یکپارچه با رشته‌ای که در آسمان‌ها رشته شد قاره آمریکا چونان یک ملت است و اگر استبداد صدایش را بلند کرد نمونه‌ای را دنبال کنید که کاراکاس بازمی‌نماید و اگر استبداد صدایش را بلند کرد نمونه‌ای را دنبال کنید که کاراکاس بازمی‌نماید نمونه‌ای را دنبال کنید که کاراکاس بازمی‌نماید (ترجیع‌بند) |